# Marquaix
Marquaix est une commune française située dans le département de la Somme, en région Hauts-de-France.

## Géographie

### Localisation

#### Communes limitrophes
|                 | Longavesnes |        |
| Tincourt-Boucly | Marquaix    | Roisel |
|                 | Hancourt    |        |

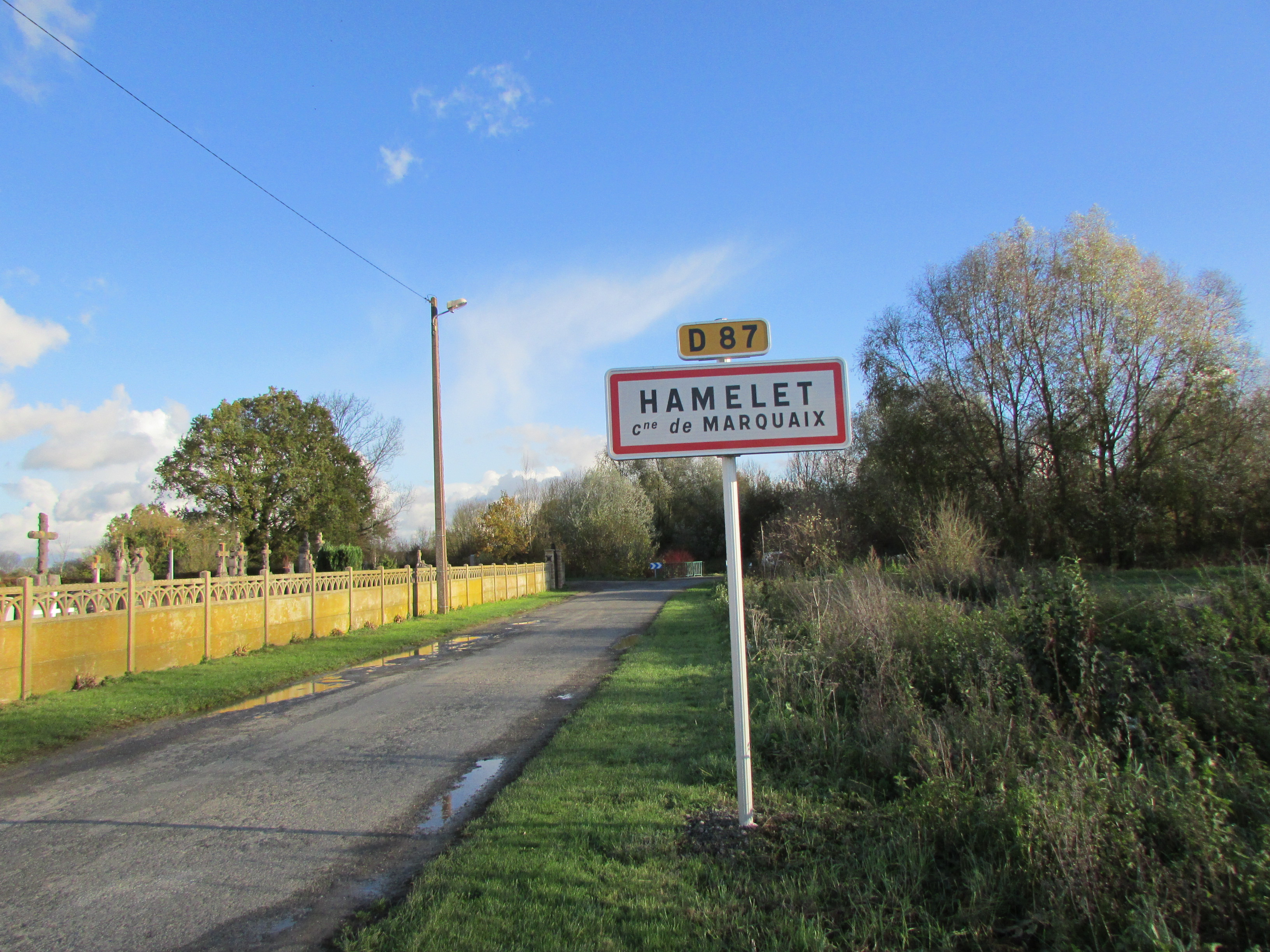
Entrée du hameau de Hamelet.

Marquaix est une commune rurale picarde.
Située à 60 km à l'est d'Amiens et à 130 km au nord de Paris, limitrophe de Roisel, la commune est desservie par la route départementale 6 (RD 6).
En 2019, elle est desservie par les autocars du réseau inter-urbain Trans'80, Hauts-de-France (ligne no 44, Montdidier - Chaulnes - Péronne - Roisel et ligne no 49, Péronne - Roisel - Saint-Quentin).

### Hameaux et écarts
Outre le chef-lieu, Marquaix, la commune compte un hameau, Hamelet, situé au sud de la Cologne.

### Hydrographie

#### Réseau hydrographique
La commune est située dans le bassin Artois-Picardie. Elle est drainée par la Cologne et divers de ses bras et l'Hamelet,.
Le territoire de Marquaix est pratiquement plat, simplement quelques reliefs au nord et la vallée peu « marquée » de la Cologne animent la plaine. Le sol est majoritairement argileux malgré quelques hectares de terres calcaires.
La Cologne, d'une longueur de 23 km, prend sa source dans la commune de Hargicourt et se jette  dans la Somme dans la commune de Doingt, face à Péronne.

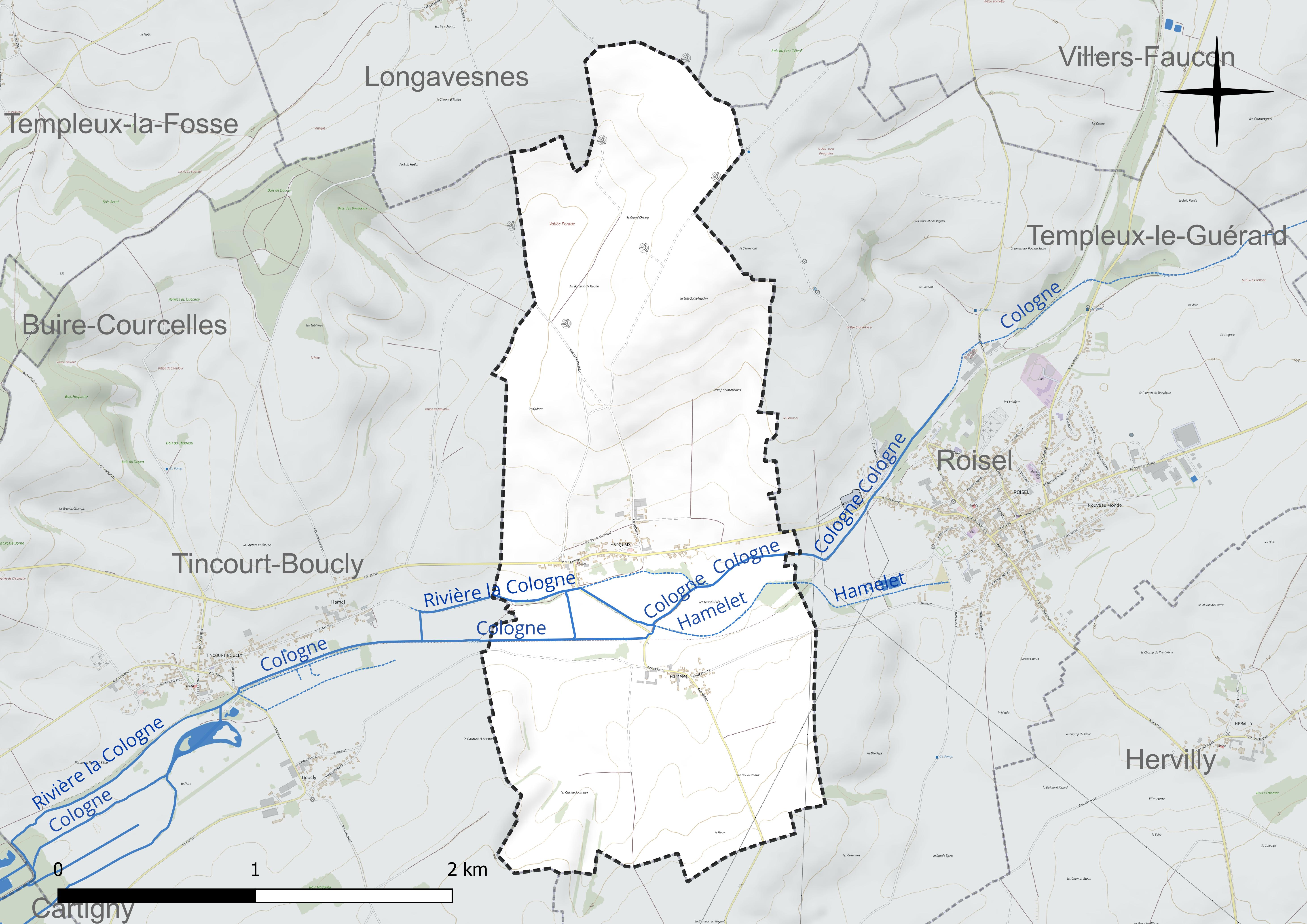
Réseau hydrographique de Marquaix.

#### Gestion et qualité des eaux
Le territoire communal est couvert par le schéma d'aménagement et de gestion des eaux (SAGE) « Haute Somme ». Ce document de planification concerne un territoire de 1 798 km2 de superficie, délimité par le bassin versant de la Haute Somme est constitué d'un réseau hydrographique complexe de cours d'eau, de marais, d'étangs et de canaux. Le périmètre a été arrêté le 21 avril 2006 et le SAGE proprement dit a été approuvé le 15 juin 2017. La structure porteuse de l'élaboration et de la mise en œuvre est le syndicat mixte d'aménagement hydraulique du bassin versant de la Somme (AMEVA).
La qualité des cours d'eau peut être consultée sur un site dédié géré par les agences de l'eau et l'Agence française pour la biodiversité.

### Climat
Pour des articles plus généraux, voir Climat des Hauts-de-France et Climat de la Somme.
En 2010, le climat de la commune est de type climat océanique dégradé des plaines du Centre et du Nord, selon une étude du CNRS s'appuyant sur une série de données couvrant la période 1971-2000. En 2020, Météo-France publie une typologie des climats de la France métropolitaine dans laquelle la commune est exposée à un climat océanique et est dans la région climatique Nord-est du bassin Parisien, caractérisée par un ensoleillement médiocre, une pluviométrie moyenne régulièrement répartie au cours de l'année et un hiver froid (3 °C).
Pour la période 1971-2000, la température annuelle moyenne est de 10,5 °C, avec une amplitude thermique annuelle de 15,1 °C. Le cumul annuel moyen de précipitations est de 710 mm, avec 11,9 jours de précipitations en janvier et 9,2 jours en juillet. Pour la période 1991-2020, la température moyenne annuelle observée sur la station météorologique la plus proche, située sur la commune d'Épehy à 8 km à vol d'oiseau, est de 10,6 °C et le cumul annuel moyen de précipitations est de 752,8 mm,. Pour l'avenir, les paramètres climatiques de la commune estimés pour 2050 selon différents scénarios d'émission de gaz à effet de serre sont consultables sur un site dédié publié par Météo-France en novembre 2022.

## Urbanisme

### Typologie
Au 1er janvier 2024, Marquaix est catégorisée commune rurale à habitat dispersé, selon la nouvelle grille communale de densité à sept niveaux définie par l'Insee en 2022.
Elle est située hors unité urbaine. Par ailleurs la commune fait partie de l'aire d'attraction de Péronne, dont elle est une commune de la couronne,. Cette aire, qui regroupe 52 communes, est catégorisée dans les aires de moins de 50 000 habitants,.

### Occupation des sols
L'occupation des sols de la commune, telle qu'elle ressort de la base de données européenne d'occupation biophysique des sols Corine Land Cover (CLC), est marquée par l'importance des territoires agricoles (100 % en 2018), une proportion identique à celle de 1990 (100 %). La répartition détaillée en 2018 est la suivante : 
terres arables (92,4 %), zones agricoles hétérogènes (7,6 %). L'évolution de l'occupation des sols de la commune et de ses infrastructures peut être observée sur les différentes représentations cartographiques du territoire : la carte de Cassini (XVIIIe siècle), la carte d'état-major (1820-1866) et les cartes ou photos aériennes de l'IGN pour la période actuelle (1950 à aujourd'hui).

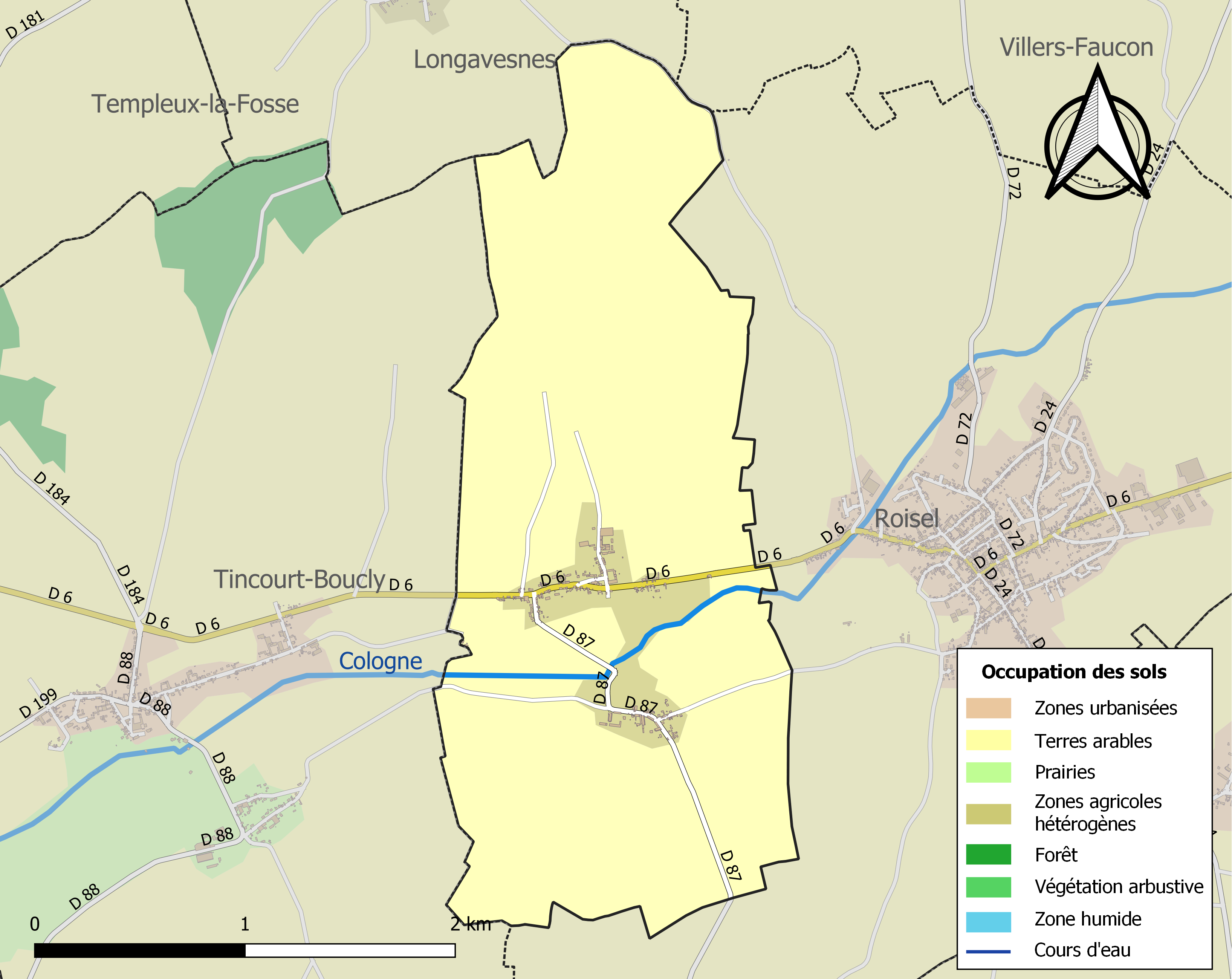
Carte des infrastructures et de l'occupation des sols de la commune en 2018 (CLC).

## Toponymie
Dès 1145 et 1147, la forme latinisée de Marceium est citée dans un cartulaire d'Homblières, pour le pape Eugène. Un titre de Mont Saint-Quentin donne Marchais par le pape Alexandre. Marquais apparait en 1214 dans un dénombrement de Philippe-Auguste.
En 1787, Marquais-Hamelet est cité.
Le nom du village pourrait venir de pays de marais.

## Histoire

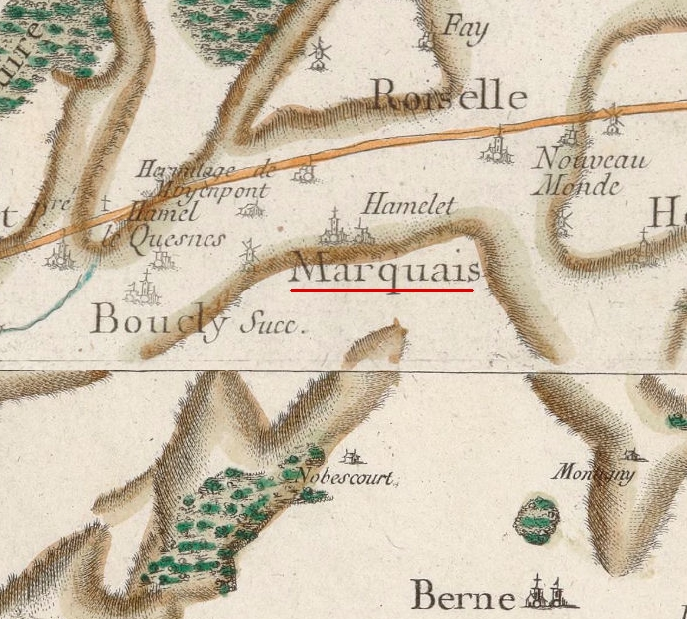
Marquaix sur la carte de Cassini.

Quelques « cabanes » retrouvées dans les marais laissent supposer une occupation remontant à l'époque mérovingienne.
La Révolution française apporte au village comme dans d'autres localités son lot d'anecdotes.
À la fin du XIXe siècle, une petite industrie de tissage et de broderie est présente. Le pèlerinage à la chapelle Notre-Dame de Moyenpont est encore très actif.
Première Guerre mondiale
Le village est considéré comme détruit à la fin de la guerre, et a  été décoré de la Croix de guerre 1914-1918, le 27 octobre 1920.

### L'ancienne halte de chemin de fer de Marquaix-Hamelet
Marquaix a possédé une halte  sur la ligne de Saint-Just-en-Chaussée à Douai, portion comprise entre Péronne et Roisel ; la gare la plus proche était celle  de Tincourt-Boucly en direction de Péronne et celle de Roisel. Elle était située sur la rive gauche de la Cologne sur la route reliant Marquaix à Hamelet. De nos jours, il ne reste que quelques vestiges de cette halte ferroviaire. Ouverte en octobre 1873 d'abord à voie unique, doublée en 1908, cette ligne de chemin de fer a cessé d'être exploitée dans les années 1970. Le tracé est aujourd'hui une voie verte.

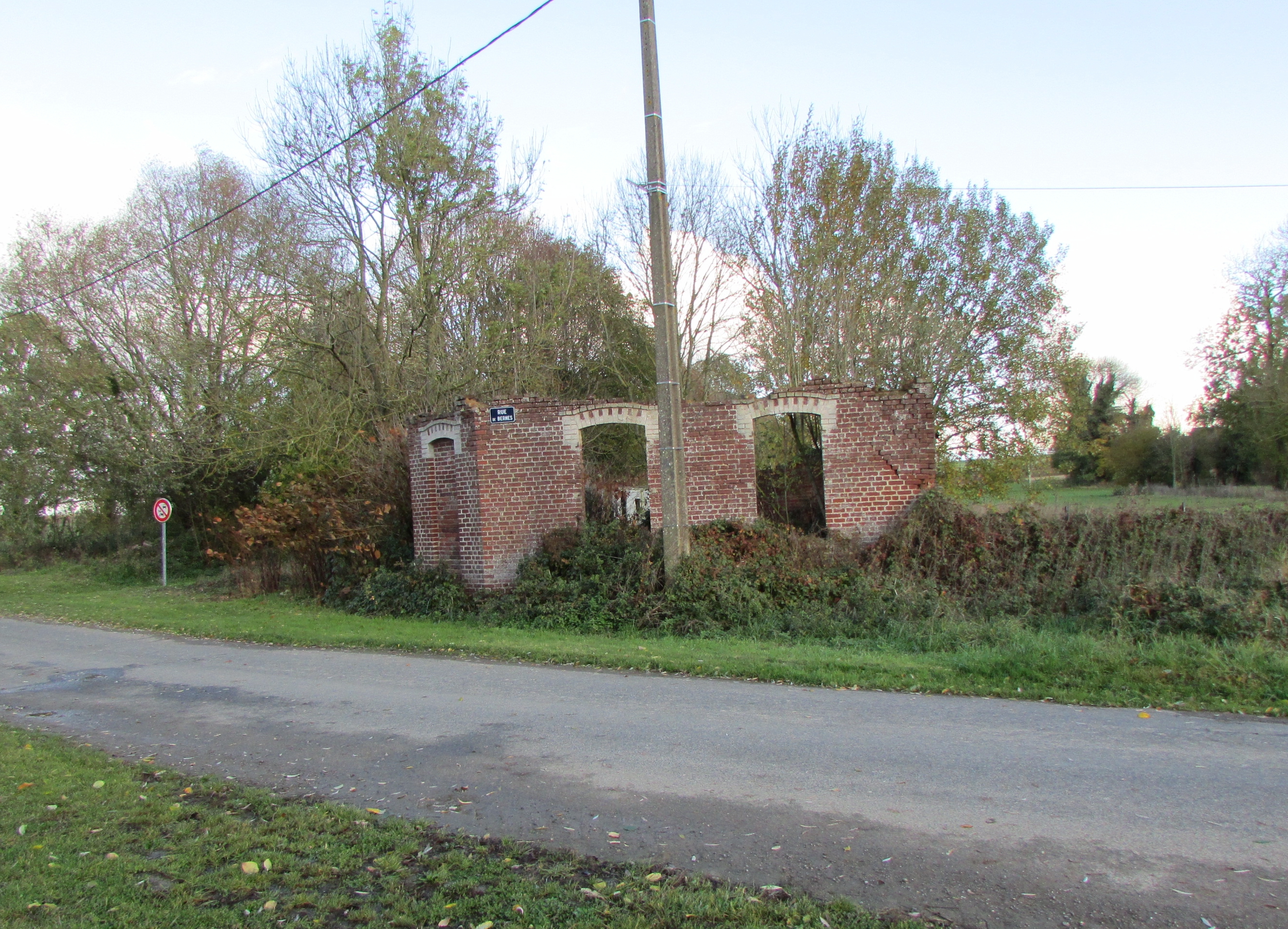
Les vestiges de la halte de nos jours.
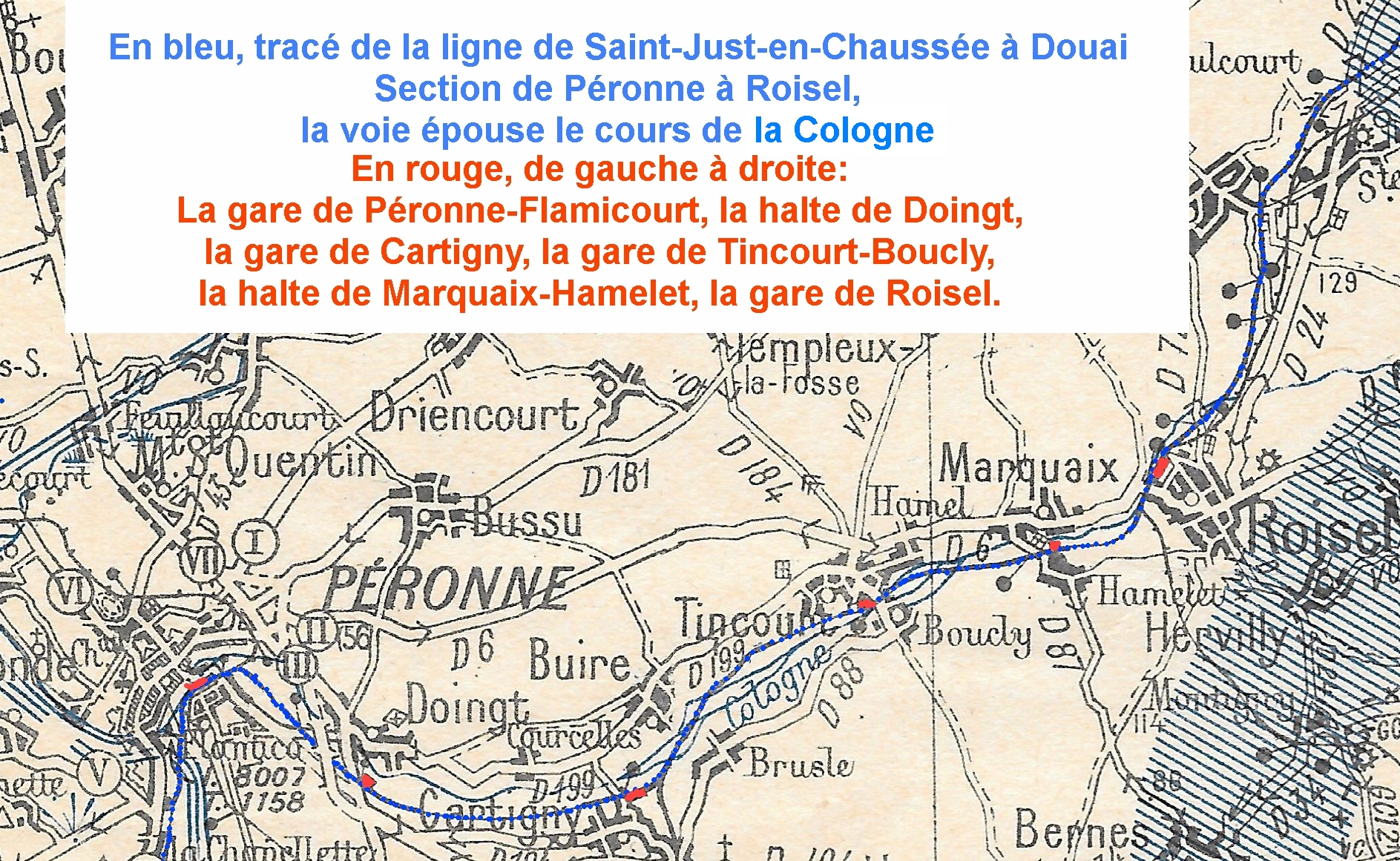
Carte de la section Péronne - Roisel vers 1910.
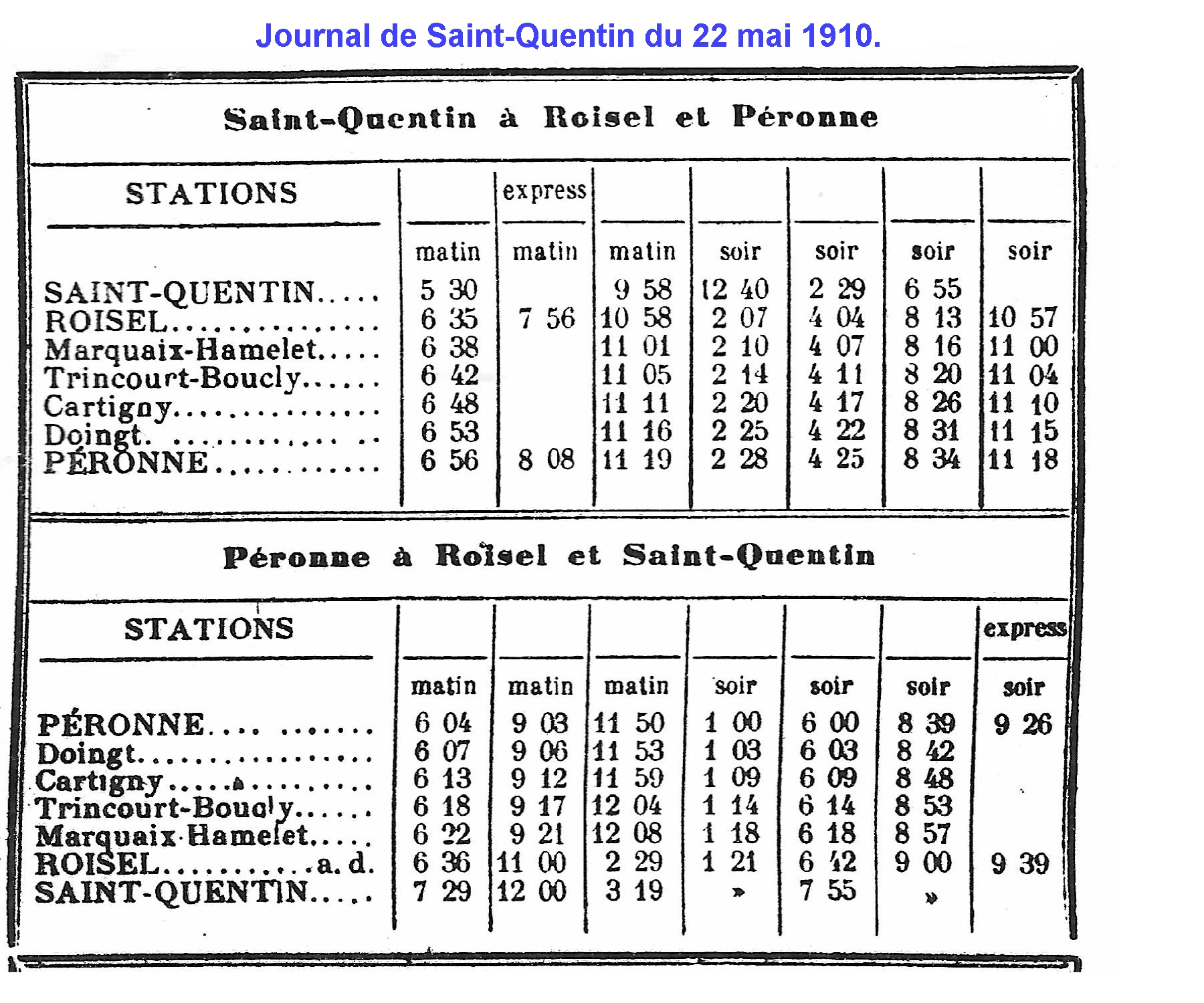
Horaire des trains en 1910.

## Politique et administration

### Rattachements administratifs et électoraux
Rattachements administratifs
La commune se trouve dans l'arrondissement de Péronne du département de la Somme.
Elle faisait partie depuis 1793 du canton de Roisel. Dans le cadre du redécoupage cantonal de 2014 en France, cette circonscription territoriale administrative a disparu, et le canton n'est plus qu'une circonscription électorale.
Rattachements électoraux
Pour les élections départementales, la commune fait partie depuis 2014 du canton de Péronne
Pour l'élection des séputés, elle fait partie de la cinquième circonscription de la Somme.

### Intercommunalité
La commune était membre de la petite communauté de communes du canton de Roisel, créée fin 1994.
Celle-ci a fusionné le 31 décembre 2012 au sein de la communauté de communes de la Haute Somme, dont est désormais membre la commune.

### Liste des maires
| Période                                  | Période                   | Identité        | Étiquette | Qualité                               |
| ---------------------------------------- | ------------------------- | --------------- | --------- | ------------------------------------- |
| Les données manquantes sont à compléter. |                           |                 |           |                                       |
| 1988                                     | 2008                      | Henri Fillion   |           |                                       |
| mars 2008                                | mai 2020                  | Bernard Happe   |           | Technicien de projets chez Motobécane |
| mai 2020                                 | En cours (au 26 mai 2020) | M. Claude Celma |           |                                       |

### Politique de développement durable
Le parc éolien de la Boule bleue, inauguré en 2019, compte 6 génératrices implantées sur les communes de Marquaix-Hamelet (4), Roisel, Longavesnes (1) et Tincourt-Boucly (1), pour une puissance totale de 14 mégawatts.

## Population et société

### Démographie
L'évolution du nombre d'habitants est connue à travers les recensements de la population effectués dans la commune depuis 1793. Pour les communes de moins de 10 000 habitants, une enquête de recensement portant sur toute la population est réalisée tous les cinq ans, les populations de référence des années intermédiaires étant quant à elles estimées par interpolation ou extrapolation. Pour la commune, le premier recensement exhaustif entrant dans le cadre du nouveau dispositif a été réalisé en 2007.

En 2022, la commune comptait 189 habitants, en évolution de −8,7 % par rapport à 2016 (Somme : −1,26 %, France hors Mayotte : +2,11 %).
| 1793 | 1800 | 1806 | 1821 | 1831 | 1836 | 1841 | 1846 | 1851 |
| ---- | ---- | ---- | ---- | ---- | ---- | ---- | ---- | ---- |
| 304  | 323  | 310  | 329  | 423  | 425  | 424  | 423  | 426  |

| 1856 | 1861 | 1866 | 1872 | 1876 | 1881 | 1886 | 1891 | 1896 |
| ---- | ---- | ---- | ---- | ---- | ---- | ---- | ---- | ---- |
| 415  | 400  | 388  | 380  | 392  | 384  | 383  | 389  | 397  |

| 1901 | 1906 | 1911 | 1921 | 1926 | 1931 | 1936 | 1946 | 1954 |
| ---- | ---- | ---- | ---- | ---- | ---- | ---- | ---- | ---- |
| 384  | 387  | 358  | 156  | 255  | 263  | 244  | 207  | 215  |

| 1962 | 1968 | 1975 | 1982 | 1990 | 1999 | 2006 | 2007 | 2012 |
| ---- | ---- | ---- | ---- | ---- | ---- | ---- | ---- | ---- |
| 246  | 200  | 213  | 198  | 216  | 210  | 221  | 222  | 220  |

| 2017 | 2022 | - | - | - | - | - | - | - |
| ---- | ---- | - | - | - | - | - | - | - |
| 200  | 189  | - | - | - | - | - | - | - |

### Enseignement
Pour la scolarité primaire, la commune relève du regroupement pédagogique intercommunal basé à Tincourt-Boucly qui regroupe six communes : Aizecourt-le-Bas, Driencourt, Longavesnes, Marquaix, Templeux-la-Fosse et Tincourt-Boucly.
Ce regroupement compte quatre classes.

## Culture locale et patrimoine

### Lieux et monuments
- Mairie.
- Église Saint-Éloi[32], reconstruite après la Première Guerre mondiale.

- Chapelle Notre-Dame-de-Moyenpont. Elle tiendrait son nom du pont qui lui donne accès, entre les deux bras de la Cologne. La tradition fait remonter sa construction aux croisades, quand un berger découvre une statue de la Vierge sur les lieux[33]. 
Le sanctuaire a été détruit pendant la Première Guerre mondiale, en 1917. Il n'a été reconstruit qu'en 1925 grâce au mécénat de la baronne Perthuis de Laillevault. Des fresques y représentent la vie des Poilus[34],[35].

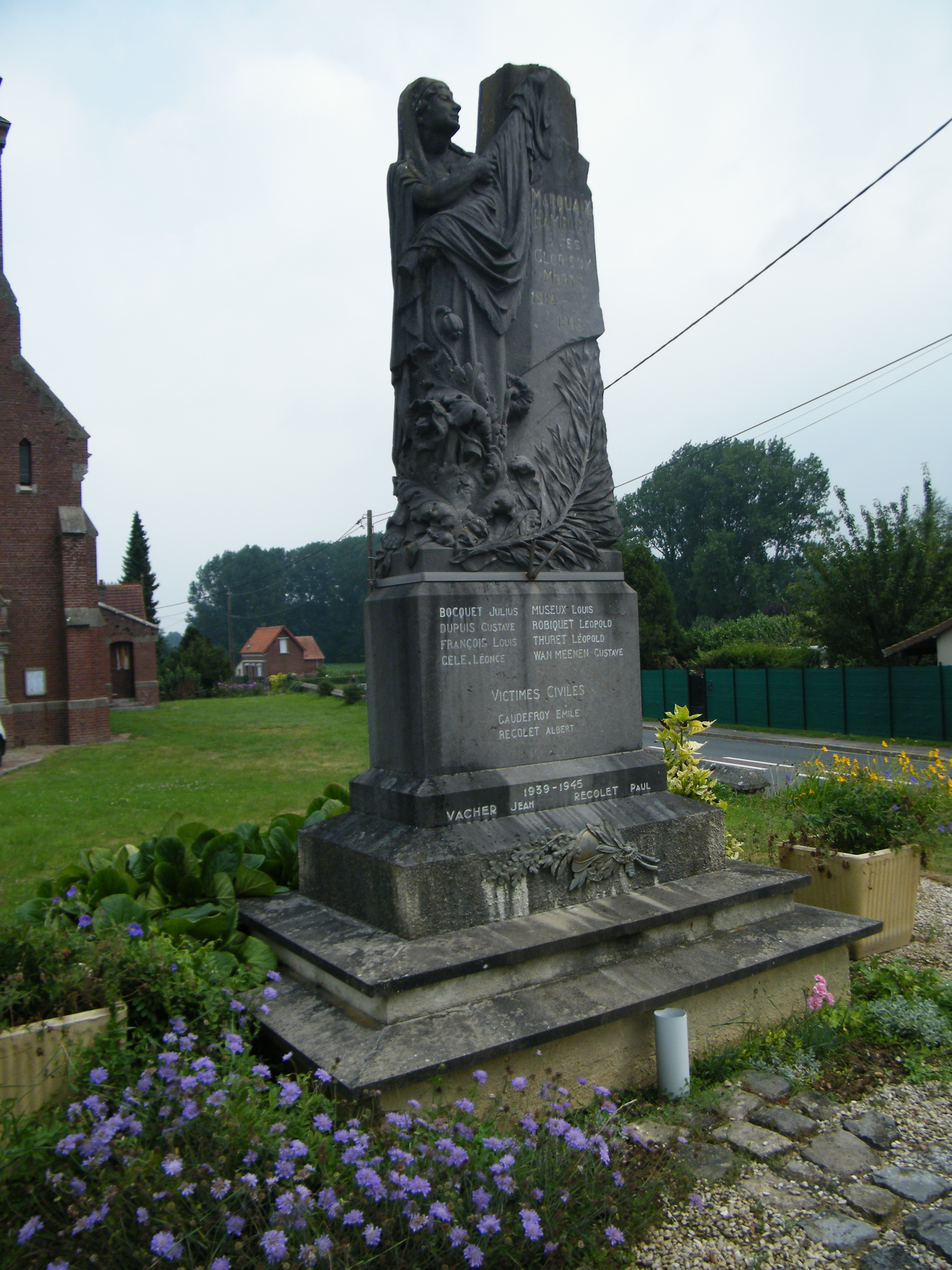
Monument aux morts pour la patrie.

### Personnalités liées à la commune
- Pierre, Louis Blondel, né le 17 février 1787 à Marquaix, soldat au 15e régiment d'infanterie légère de 1808 à 1810, blessé en 1809 pendant la campagne d'Espagne.
- Parfait, Joachim Buire, né le 17 avril 1794 à Marquaix, artificier au 9e régiment d'artillerie de 1813 à 1818, campagne de Saxe et Waterloo en 1815.
- Pierre, Louis Corme, né le 20 avril 1790 à Marquaix, soldat au 100e régiment d'infanterie de ligne en 1813. Grièvement blessé, il meurt à l'hôpital de Metz le 27 février 1814.